# Distretto di Kathua
Il distretto di Kathua è un distretto del Jammu e Kashmir, in India, di 544 206 abitanti. È situato nella divisione del Jammu e il suo capoluogo è Kathua.